# NGC 3183
NGC 3183 (również NGC 3218, PGC 30323 lub UGC 5582) – galaktyka spiralna z poprzeczką (SBbc), znajdująca się w gwiazdozbiorze Smoka.
Odkrył ją William Herschel 2 kwietnia 1801 roku, jego obserwacja została skatalogowana przez Johna Dreyera jako NGC 3218. Niezależnie odkrył ją Heinrich Louis d’Arrest 28 września 1865 roku, a Dreyer skatalogował jego obserwację jako NGC 3183. Jak się wiele lat później okazało, obserwacje Williama Herschela z tamtej nocy charakteryzują się dużymi systematycznymi błędami pozycji, co stało się powodem dwukrotnego skatalogowania tej galaktyki w katalogu Dreyera.